# Ophelia Dahl
Ophelia Magdalena Dahl (Oxford, 12 de maig de 1964) és una defensora de la justícia social i l'assistència sanitària britànica.
Des de gener de 2008 Dahl és la presidenta i directora executiva de Partners In Health (PIH), una organització de salut sense fins de lucre amb seu a Massachusetts dedicada a promoure una "opció preferencial pels pobres". Va trobar per primera vegada Paul Farmer, el futur cofundador de PIH, amb divuit anys com a voluntari a Haití i des de llavors ha dedicat la seva vida a la defensa de la justícia social i l'equitat sanitària.
Com a cofundador i membre clau de l'equip de PIH, Dahl va sortir de forma destacada al llibre Mountains Beyond Mountains, escrit per Tracy Kidder, que descriu el treball de l'organització i la vida de Farmer. El desembre de 2006 Ophelia Dahl i Paul Farmer van rebre la medalla de la Union Theological Seminary de Nova York.
Dahl és filla de l'actriu Patricia Neal i de l'escriptor Roald Dahl. Dahl va contribuir al llibre The Roald Dahl Treasury, (2003), un recull d'històries, memòries, cartes i poemes del seu pare, i en l'actualitat està escrivint unes memòries sobre Roald Dahl. És una administradora del Museu i Centre d'Història Roald Dahl.
Dahl es va graduar pel Wellesley College com a Davis Scholar i va pronunciar el discurs de graduació del Wellesley el 2006.
El 2011 va ser nomenada pel Boston Globe com una de les tres persones de Boston de l'any, juntament amb el cofundador de Partners In Health, Paul Farmer, i un alt càrrec de la mateixa entitat, Louise Ivers. El motiu principal va ser resposta de l'ONG amb el terratrèmol d'Haití de 2010. El 2011 va guanyar el premi Idealista de Social Capital Inc., atorgat el 30 de març del 2011.